# Oberdill (Grünwald)
Oberdill ist ein Gemeindeteil der Gemeinde Grünwald im oberbayerischen Landkreis München.

## Geographie
Die Einöde Oberdill liegt auf der Gemarkung Grünwalder Forst und ist eine aus zwei Teilflächen bestehende Exklave der Gemeinde Grünwald. Die etwa 1500 Quadratmeter große Teilfläche westlich der Staatsstraße 2072 ist vollständig vom gemeindefreien Gebiet Grünwalder Forst umgebenen, die östliche Teilfläche (etwa 23200 m²) grenzt dreiseitig an das gemeindefreie Gebiet Grünwalder Forst und im Süden an die Gemeinde Straßlach-Dingharting.